# 戴克斯島
戴克斯島（英語：Dakers Island），是南極洲的島嶼，處於哈茨霍恩島和麥圭爾島之間，屬於帕默群島中茹班群島的一部分，由美國南極名稱諮詢委員命名，現時由南極條約體系管理。